# Gymnoris superciliaris
El gorrión cejudo (Gymnoris superciliaris) es una especie de ave paseriforme de la familia Passeridae propia de África. Se encuentra en Angola, Botsuana, Burundi, Gabón, Malawi, Mozambique, Namibia, República del Congo, República Democrática del Congo, Sudáfrica, Suazilandia, Tanzania, Zambia, y Zimbabue. Sus hábitats naturales son bosques tropicales, subtropicales, sabanas tropicales y arbustos secos subtropicales o tropicales.